# Tsutomu Matsuda
Tsutomu Matsuda (松田 勉 Matsuda Tsutomu?, nacido el 5 de octubre de 1983 en Toyota, Aichi) es un exfutbolista japonés. Jugaba de defensa y su último club fue el FC Kariya de Japón.

## Trayectoria

### Clubes
| Club           | País  | Año  |
| -------------- | ----- | ---- |
| Ventforet Kofu | Japón | 2006 |
| FC Gifu        | Japón | 2007 |
| FC Kariya      | Japón | 2008 |